# 蓝泉 (阿拉巴马州)
蓝泉（英語：Blue Springs），是美国阿拉巴马州下属的一座城市。面积约为2.9平方英里（约合7.5平方公里）。根据2010年美国人口普查，该市有人口96人，人口密度为33.15/平方英里（约合12.8/平方公里）。